# 公孫無知
公孫 無知（こうそん むち）は、春秋時代・斉の第15代君主。

## 略歴
釐公の同母弟である夷仲年の子で、伯父の釐公の寵愛を受け、従兄の太子諸児と同じ待遇を受けた。釐公が亡くなり、従兄の諸児が襄公として、即位すると冷遇された。
前686年に大夫の連称・管至父らと謀って、襄公を殺害し、斉公に即位した。そのために、襄公の弟の公子糾は管仲と魯へ、公子小白（後の桓公）は鮑叔と莒へそれぞれ逃れた。
前685年、無知は虐待された臣下の雍廩によって、暗殺された。